# Первый дакийский поход Траяна

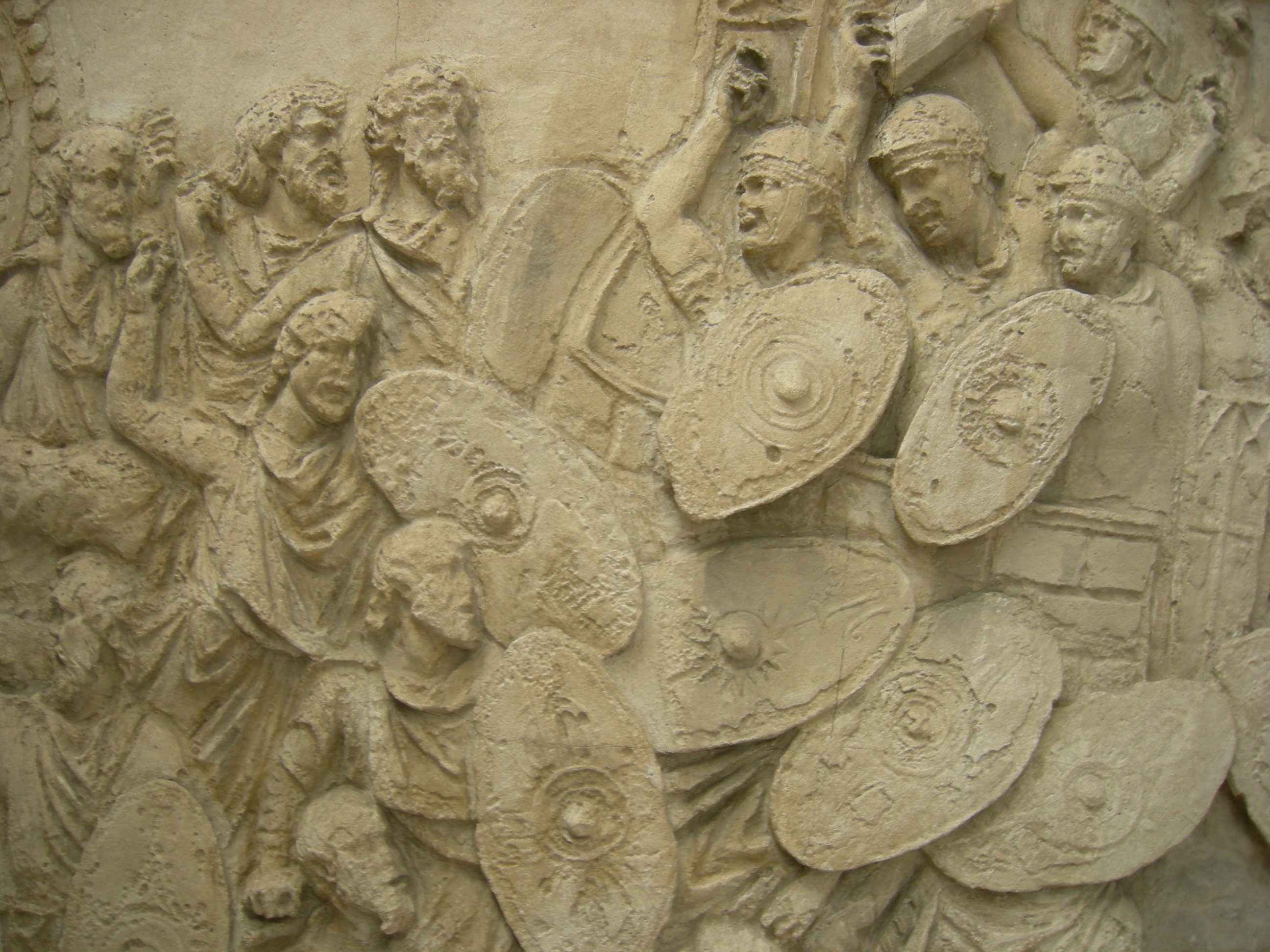
Битва с даками.

Пе́рвый даки́йский похо́д Трая́на — военный поход императора Траяна против даков, состоявшийся в 101—102 годах. Дакия стала очень могущественной в правление царя Децебала, несмотря на победы Домициана. Она представляла собой угрозу Римской державе.

## Война
После получения поддержки со стороны римского сената и его благословения на войну, в 101 году, Траян был готов начать поход на Дакию. Римская армия состояла из 12 легионов. Этим силам противодействовала приблизительно 160-тысячная (включая 20 тыс. союзников — бастарнов, роксоланов и, предположительно, буров) армия Децебала. Это была война, в которой римляне продемонстрировали всё своё военное мастерство и технику. Инженером Аполлодором был построен каменный мост для переправы через Дунай в Дакию римских войск, позже известный как мост Траяна. Легионы перешли через Дунай, нарушив мирный договор Домициана. Армия была разделена на несколько колонн. В конце 101 года, даки произвели массовые нападения на римские легионы, но были побеждены. Римлянам пришлось вести тяжелые бои; агрессор столкнулся с достойным противником, который не только стойко сопротивлялся, но и отважно контратаковал на римской стороне Дуная.
В Тибиске войско вновь соединилось и стало продвигаться к Тапам, на подступах к столице Дакии Сармизегетузе, где в сентябре произошла битва с оказавшими упорное сопротивление даками.
Отклонив просьбу Децебала о мире, Траян был вынужден прийти на помощь атакованным крепостям к югу от Дуная, где тем не менее его ожидал успех — прокуратор Нижней Мёзии Лаберий Максим пленил сестру Децебала, без боя были отвоёваны захваченные после поражения Фуска трофеи. В феврале 102 года близ Адамклисси произошла кровопролитная битва, в ходе которой Траян приказал разорвать на бинты собственные одежды. Погибло почти 4 тысячи римлян. В честь этой победы в Адамклисси были воздвигнуты монументальные памятники, огромный мавзолей, могильный алтарь со списком погибших и небольшой курган. Весной было начато контрнаступление, однако римляне, приложив значительные усилия, отбросили даков обратно в горы.

## Итоги
Война завершилась капитуляцией Децебала. Децебал был вынужден уступить часть территории, передать осадные приспособления и инженеров, вернуть римских дезертиров и не набирать их больше к себе в армию. Дакия получила статус клиентского государства, а Траян взял себе почётный титул «Дакийский» (Dacicus). Однако, Децебал нарушил большинство условий: он начал восстанавливать армию и усиливать свою власть; без разрешения Рима завоевал часть территории языгов, одного из сарматских народов. В итоге, после нападения даков на римский гарнизон и захвата римского наместника Гнея Помпея Лонгина в 105 году начался второй дакийский поход Траяна.